# Bertus Caldenhove
Bernardus Joannes Celdenhove (Amszterdam, 1914. január 19. – Amszterdam, 1983. július 30.), holland válogatott labdarúgó.
A holland válogatott tagjaként részt vett az 1938-as világbajnokságon.